# بقية بحرية
بقية بحرية أو زهرة البق البحرية (الاسم العلمي: Coreopsis maritima) هو نوع نباتي يتبع جنس البقية من فصيلة النجمية.